# Аґбоґблоші
Аґбоґблоші (англ. Agbogbloshie) — одне з найбільших звалищ електронних відходів у світі.

## Загальні відомості
Звалище Аґбоґблоші одне з найзабрудненіших місць на планеті. У 2013 році за версією «Blacksmith Institute» звалище Аґбоґблоші обігнало зону відчуження в Чорнобилі за забрудненістю.
Знаходиться у передмісті Аккри, столиці Гани. Аґбоґблоші було надзвичайно красивим місцем з річками, ставком, великою кількістю риби, доки сюди, з кінця 1990-х років, не почали звозити з усього світу комп'ютерну техніку яка відпрацювала свій термін.
Після вилучення цінних металів, пластикові корпуси і кожухи кабелів спалюють просто на звалищі. Токсини, такі як свинець, миш'як, кадмій і ртуть перевищують норми концентрації в сотні раз.
Населення Аґбоґблоші становить близько 40 тис. осіб. На звалищі в основному працюють представники народу дагомба, котрі мігрували сюди з півночі Гани. Середній вік мешканців міста становить 12—20 років.
Обсяги експорту — у 2014 році в Гану ввезли 41 млн тонн сміття вартістю в 34 млрд доларів.

## Світлини

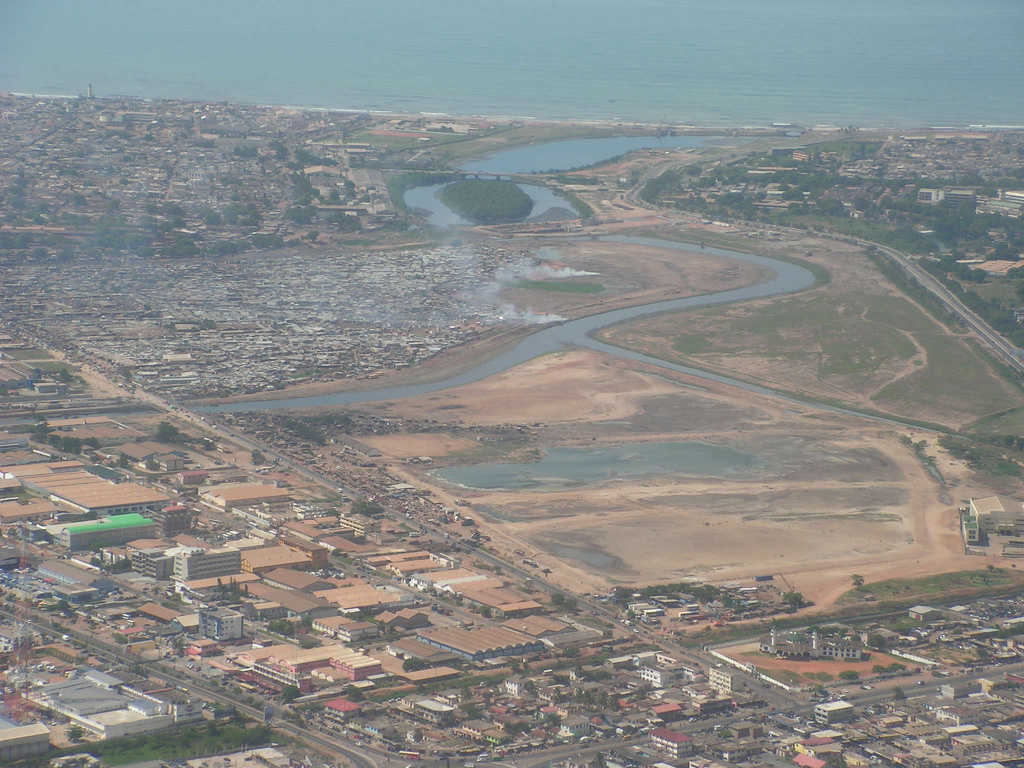
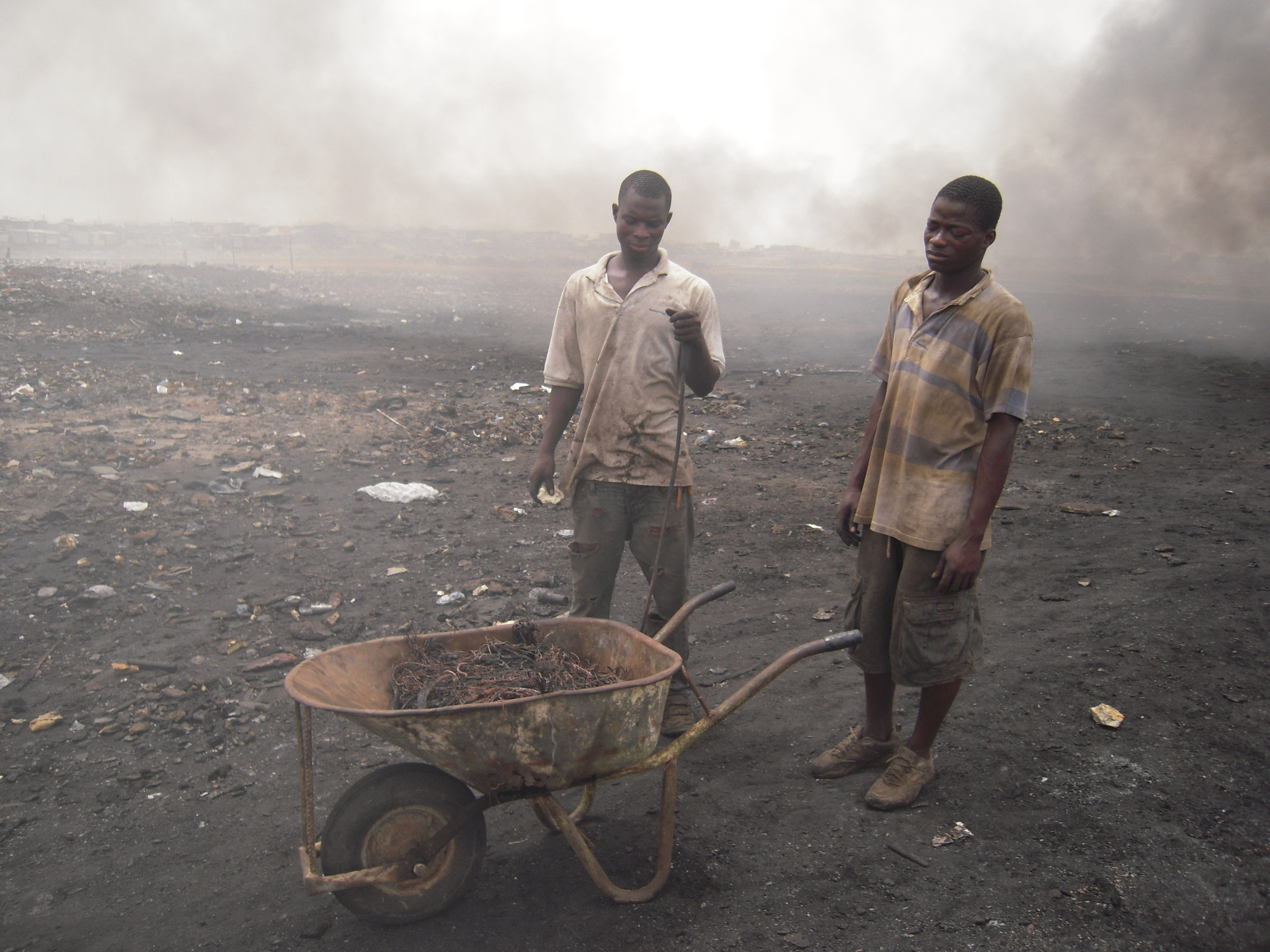
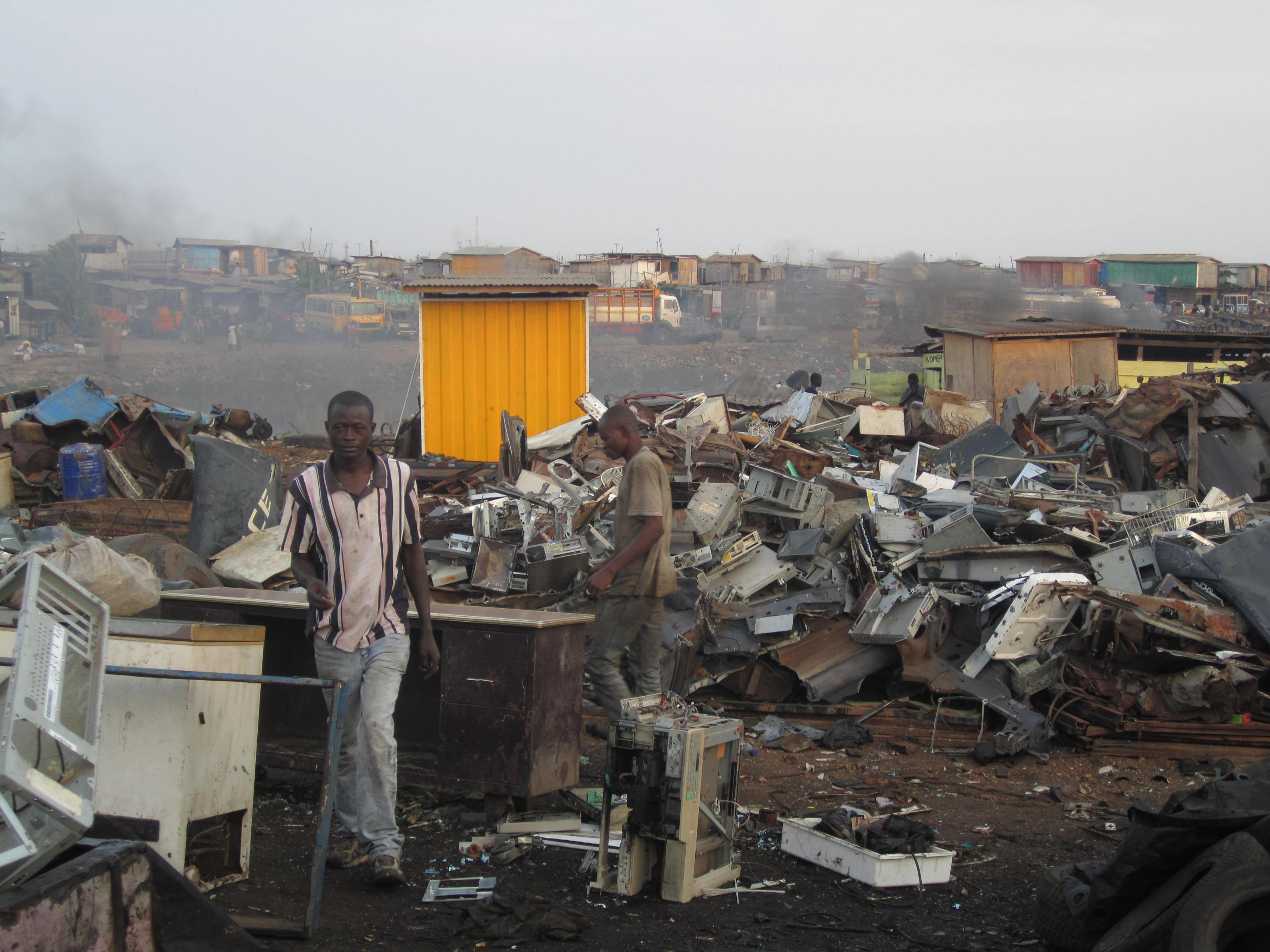
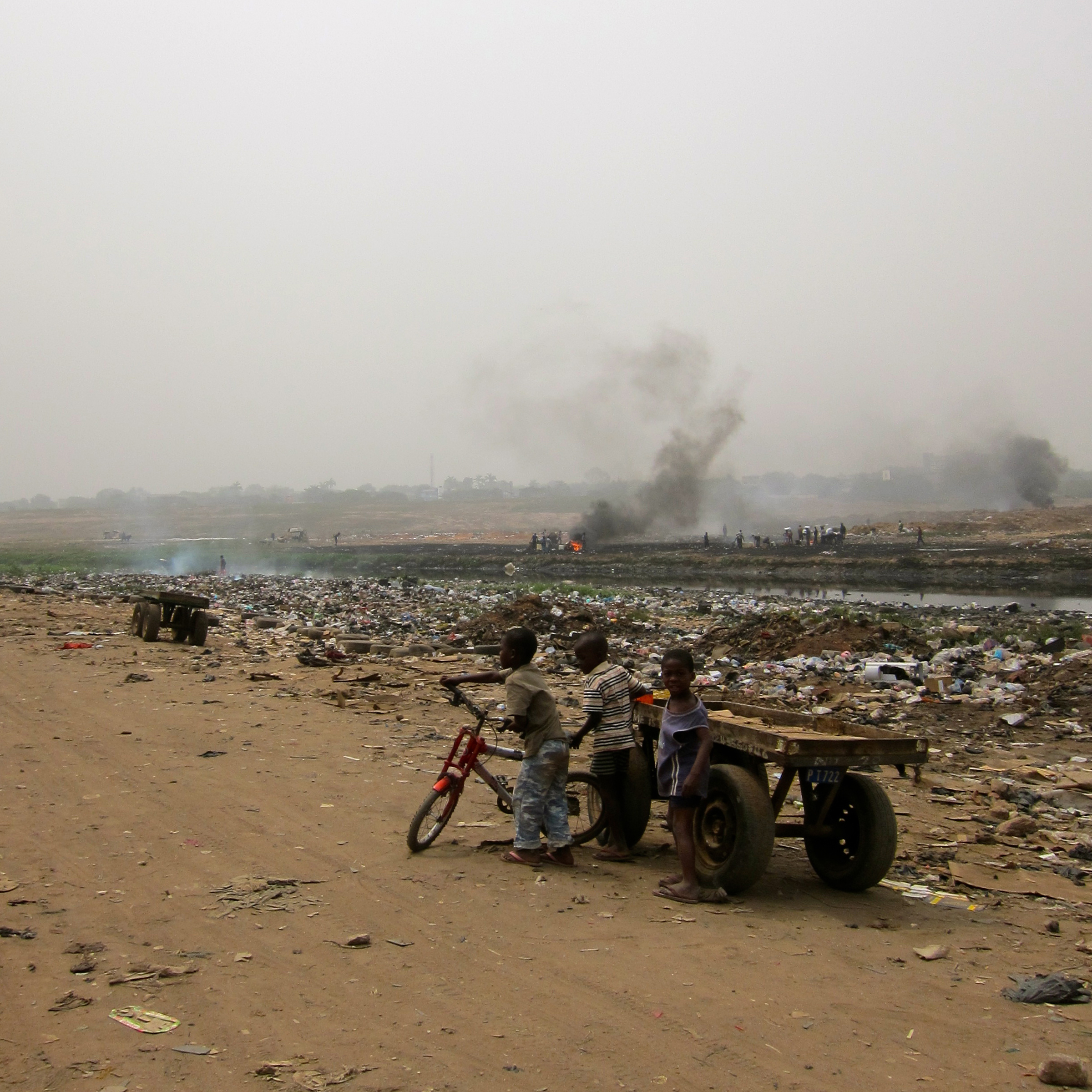